# 倉渕村
倉渕村（くらぶちむら）は、群馬県の西部にあった群馬郡の村である。2006年1月23日に多野郡新町、群馬郡群馬町・箕郷町と共に高崎市へ編入された。高崎市への通勤率は12.9%（平成17年国勢調査）であった。

## 地理
- 山：榛名山
- 河川：烏川、相間川

### 隣接していた自治体
- 群馬県
  - 安中市
  - 吾妻郡吾妻町、長野原町
  - 碓氷郡松井田町
  - 群馬郡榛名町
- 長野県
  - 北佐久郡軽井沢町

## 歴史
- 1889年（明治22年）4月1日 - 町村制施行により、西群馬郡倉田村、碓氷郡烏淵村が誕生。
- 1896年（明治29年）4月1日 - 西群馬郡と片岡郡が合併し、群馬郡が成立。
- 1955年（昭和30年）2月1日 - 群馬郡倉田村と碓氷郡烏淵村が合併し、倉淵村（くらぶちむら）誕生。村名は合成地名。
- 1996年（平成8年）7月1日 - 倉淵村から、倉渕村に改称。
- 2006年（平成18年）1月23日 - 新町、群馬町、箕郷町とともに高崎市へ編入される。

## 行政
- 廃止時の村長：市川平治

## 経済

### 産業
林業が盛ん。

### 特産物
- みょうが・トマト・ほうれん草、なめこ・しいたけ・お米（はんでえ米）・お酒（大盃・牧野酒造）

## 姉妹都市・提携都市
- 横須賀市（神奈川県）
  - 1981年（昭和56年）12月14日 - 友好都市提携[1]
横須賀製鉄所をつくるにあたり尽力した小栗忠順の縁[1]。倉渕村の一部となった権田は小栗の領地であり、終焉の地でもある[2]。倉渕村の高崎市への編入後も、横須賀市と倉渕地域との交流は継続されることとなった[2]。
倉渕村には横須賀市の市制施行80周年記念事業の一環として横須賀市民休養村「はまゆう山荘」が建設され、2005年（平成17年）10月1日に横須賀市から倉渕村に譲渡された[1]。
- 浦安市（千葉県）
  - 2006年1月18日に「倉渕村有林における森林整備等の活動に関する協定書」が調印され、浦安市民の森が貸与されている。
上記のように調印の5日後には倉渕村は高崎市に編入されているが、これは松崎秀樹浦安市市長の「倉渕村との名において調印したい」という強い要望によるものであった[3]。

## 地域

### 教育
- 小学校
  - 倉渕村立中央小学校（のちの高崎市立倉渕中央小学校、2011年3月廃校し、4月に同地に統合校の高崎市立倉渕小学校が開校）
  - 倉渕村立川浦小学校（のちの高崎市立川浦小学校、2011年3月廃校し、高崎市立倉渕小学校に統合）
  - 倉渕村立東小学校（のちの高崎市立倉渕東小学校、2011年3月廃校し、高崎市立倉渕小学校に統合）
  - 倉渕村立水沼小学校（のちの倉渕村立東小学校に合併し、廃校）
- 中学校
  - 倉渕村立倉渕中学校

## 交通
- 高崎市まで25km
- 県庁所在地前橋市まで29km
- 東京まで130km

### 鉄道路線
村内に鉄道駅は無い。鉄道を利用する場合は、JR東日本北陸新幹線安中榛名駅が最寄りとなる。

### 道路
- 高速道路
  - 上信越自動車道：松井田妙義IC（松井田町）まで約30分
- 一般国道
  - 国道406号
- 県道
  - 群馬県道33号渋川松井田線
  - 群馬県道48号下仁田安中倉渕線
  - 群馬県道54号長野原倉渕線
- 道の駅 - くらぶち小栗の里（2014年開駅）

## 名所・旧跡・観光スポット・祭事・催事
- 烏川渓谷公園
- 倉渕温泉
- 相間川温泉

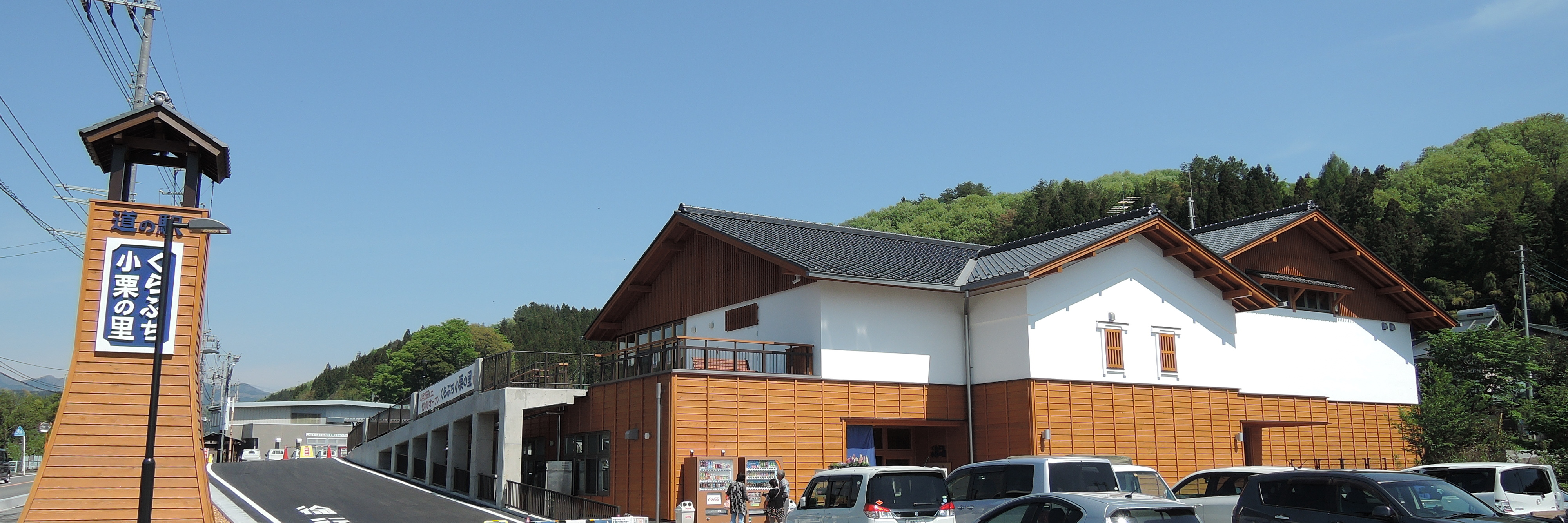
道の駅くらぶち小栗の里

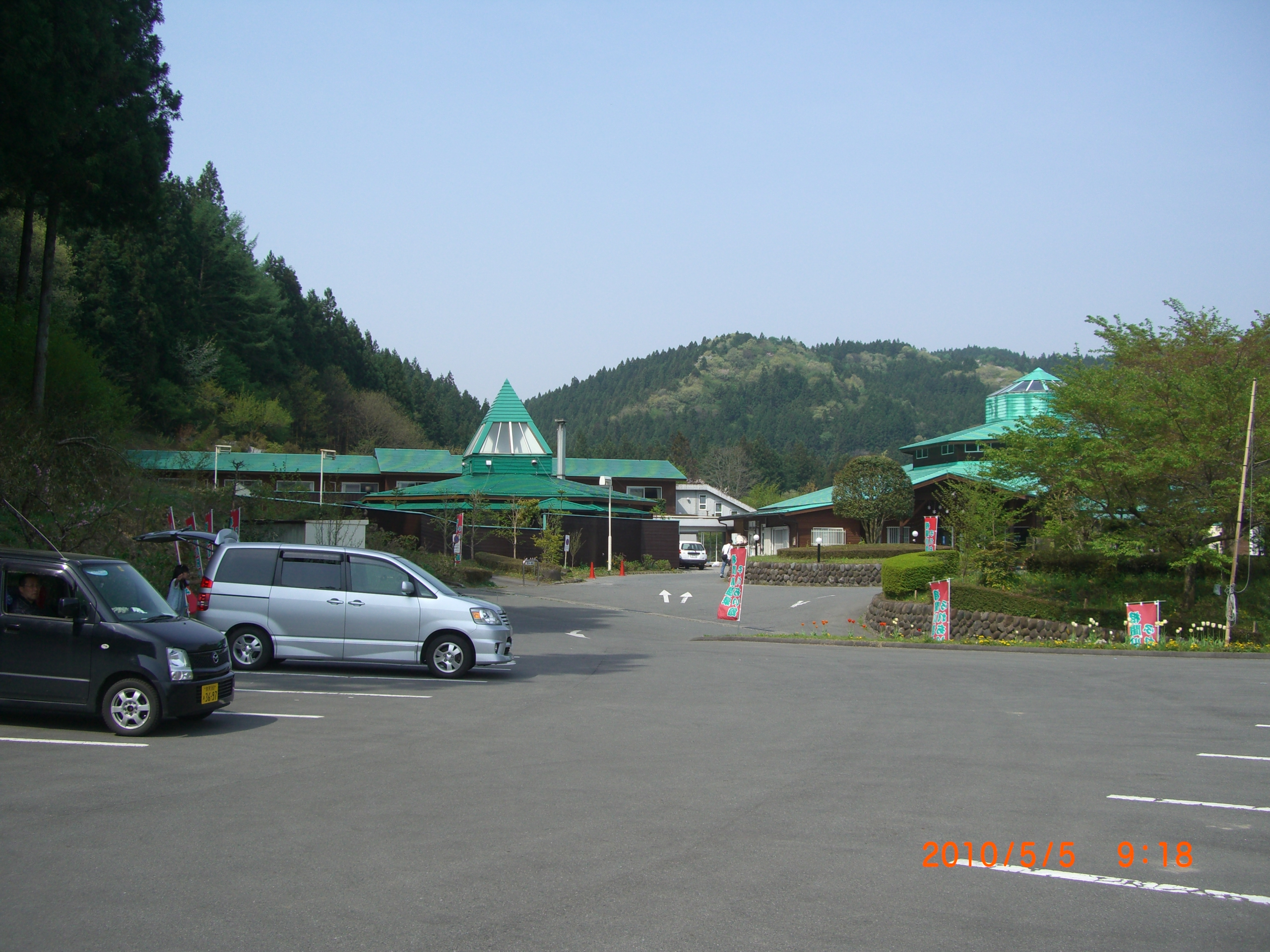
くらぶち相間川温泉 ふれあい館

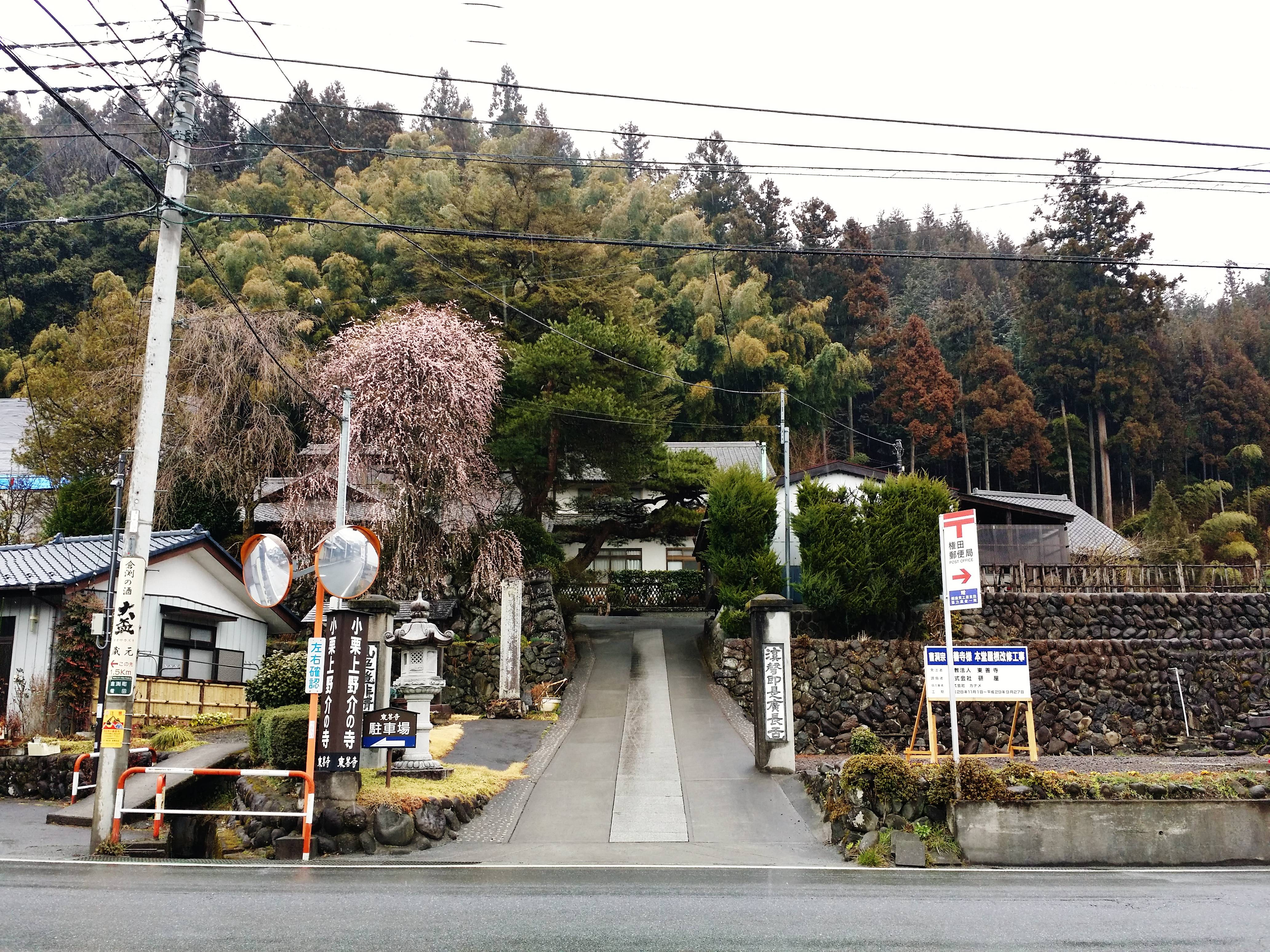
小栗忠順（小栗上野介）ゆかりの東善寺

- 幕府御用材搬出御会所跡（倉渕村大字川浦字高芝27－5）
- 東善寺

## 出身有名人
- 下村博文
- 塚越強
- 中村次郎
- 塚越賢爾
- 大河原宗平
- 丸山和郁